# ديشمبية رقيقة
ديشمبية رقيقة (الاسم العلمي:Deschampsia tenella) هي نوع من النباتات تتبع جنس الديشمبية من الفصيلة النجيلية.